# المئة
المئة (بالإنجليزية: The 100) هو مسلسل دراما تيلفزيوني أمريكي يحاكي نهاية العالم وما بعدها، عرض على قناة CW في 19 مارس، 2014. طوره جاسن روثينبيرج استنادا على كتاب (المئة) للمؤلف كاس مورغان.
يُتابع المسلسل حياة مجموعة من الشباب: كلارك (اليزا تايلور)، بيلامي (بوب مورلي)، أوكتافيا (ماري افجيروبولوس)، جاسبر (ديفون بوستيك)، مونتي (كرستفر لاركن)، رافين (لينزي مورجان)، فن (توماس مكدونل) وولز (ايلي جوري) عندما اختيروا للرجوع إلى الأرض أولاً بعد حرب مدمرة دمرتها كما يتناول المسلسل قصة والدة كلارك، آبي (بيج توركو)، ماركوس (هنري إيان كوسيك) وثيلينيوس (أيزيا واشنطن).
عرض الموسم الثالث في 21 يناير، 2016. وجدد المسلسل لموسم رابع في 11 مارس، 2016. في مارس 2017، جددت شبكة CW المسلسل للموسم الخامس، والذي عرض لأول مرة في 24 أبريل 2018. في مايو 2018، تم تجديد المسلسل لموسم سادس، والذي تم عرضه لأول مرة في 30 أبريل 2019. وتم تحديد الموسم السابع كأخر موسم الذي سيعرض سنة 2020.

## قصة المسلسل
تجري أحداث المسلسل بعد 97 سنة من حربٍ نووية مدمرة قضت على معظم معالم الحياة على كوكب الأرض. عاش الناجون على متن 12 سفينة فضائية دارت حول مدار الأرض بعد الحرب. اجتمعت السفن الفضائية وكونت محطة فضائية واحدة سميت «ذا آرك»، عاش على متنها ما يقارب 2,400 شخص تحت قيادة المستشار «جاها». كانت الموارد شحيحة، وفي معظم الأحيان كانت عقوبة المجرمين هي القذف إلى الفضاء خارج المحطة باستثناء من كانوا تحت الثامنة عشرة. بعد فشل أنظمة الحفاظ على الحياة في المحطة، أعلن عن إرسال 100 شخص شاب إلى سطح الأرض - قرب ماكان العاصمة واشنطن سابقاً - في آخر محاولة لمعرفة ما كانت الأرض مؤهلة للعيش مرة أخرى، لذلك أعد برنامجاً يحمل اسم «المئة». وصل الشبان لكوكب بدائي رأوه فقط من الفضاء الخارجي. يسعى الشبان للحصول على المؤن الغذائية والملجأ في المحطة العسكرية «ماونت ويذر» الذي يقع في مرتفعات «بلو ريدج ماونتن». تهبط مركبة المجموعة في مكان آخر بعيداً عن المكان المحدد وتواجه المجموعة عدة مشاكل للوصول إلى وجهتهم. أثناء ذلك تكتشف المجموعة بأن هنالك أناس على قيد الحياة نجوا من الحرب يعرفون باسم «الأرضيون» وهنالك مجموعة أخرى من «الأرضيون» قد تحولوا إلى آكلي لحوم البشر ويعرفون باسم «ريبيرز» ورجال الجبل الناجين الذين يعيشون في «ماونت ويذر»، الذين نجوا بعزل أنفسهم قبل اندلاع الحرب.
في الموسم الثاني، يؤخذ الناجين الـ (48) الباقون من المئة إلى «ماونت ويذر» حيث يعثرون على مجموعة من الناجين. بعدها تكتشف المجموعة بأن الطاقم الطبي هناك يقومون باستخراج النخاع العظمي من طاقم المئة والارضيون ليتمكنوا من النجاة على سطح الأرض وليتمكنوا من مقاومة الإشعاعات. في تلك الأثناء وبعد هبوط من تبقى من الناجين في الفضاء، تبدأ مجموعة منهم اتحاداً مع الارضيون ويسمون معسكرهم «معسكر جاها».
في الموسم الثالث تظهر شخصية ذكاء اصطناعي باسم «آلي» والتي كانت مسؤلة عن اندلاع الحرب النووية 97 سنة قبل احداث المسلسل، ولديها اجيندا سرية لم تعرف بعد. تسيطر «آالي» على عقول عدة شخصيات في المعسكر عن طريق بلعهم رقاقة إلكترونية. يتغير اسم «معسكر جاها» إلى «معسكر أركايديا» تحت قيادة «بايك» المعلم السابق الذي انتخب مستشاراً خلفاً للمستشار كاين الذي يبدأ حربه ضد الأرضيون.في الموسم الرابع وبعد اكتشاف أنّ مصانع الطاقة النووية التي دمرتها القنابل خلال الحرب بدأت بالتحلل حيث أنّ هناك 7 مفاعلات نووية تبدأ في الذوبان ومستويات الإشعاع ستبدأ في الارتفاع حيث أنّ 96% من سطح الأرض سيصبح غير قابلا للحياة وسيقضي على كل من في طريقه حتى اولئك الذين وُلدوا في الفضاء لذلك على البشر ايجاد طريقة لانقاذ أنفسهم من هذا الخطر المُحدق.

## الممثلون والشخصيات
|               |           |                  |              |                |
| اليزا تايلور  | بوب مورلي | ماري أفغيروبولوس | ديفون بوستيك | ريتشارد هارمون |
|               |           |                  |              |                |
| ليندسي مورغان | ريكي ويتل | هنري إيان كوسيك  | أيزيا واشنطن | توماس ماكدونل  |

### شخصيات رئيسية
- إليزا تايلور بدور كلارك غريفين.
- بيج توركو بدور دكتورة آبجايل «آبي» جرفن.
- توماس ماكدونل بدور فين كولنز.
- ايلاي غوري بدور ويلز جاها.
- بوب مورلي بدور بيلامي بلايك.
- أدينا بورتر بدور إندرا
- ماري أفغيروبولوس بدور اوكتيفيا بلايك.
- كيلي هو بدور كالي «سيسي» كارتويغ.
- كريستوفر لاركن بدور مونتي غرين.
- ديفون بوستيك بدور جاسبر جوردن.
- ازايا واشنطن بدور ثيلينيوس جاها.
- هنري إيان كوسيك بدور ماركوس كاين.
- ليندزي مورغان بدور ريفين ريس.
- ريكي ويتل بدور لنكولن.
- ريتشارد هارمون بدور جون مورفي.
- اليشا ديبنام كيري بدور ليكسا

## الحلقات

### نظرة عامة
| الموسم | الحلقات | الحلقات | الأصلي         | الأصلي        | المرتبة | عدد المشاهدين (بالمليون) |
| الموسم | الحلقات | الحلقات | الأول          | الأخير        | المرتبة | عدد المشاهدين (بالمليون) |
| ------ | ------- | ------- | -------------- | ------------- | ------- | ------------------------ |
| 1      | 13      | 13      | 19 مارس 2014   | 11 يونيو 2014 | 150     | 2.59                     |
| 2      | 16      | 16      | 22 أكتوبر 2014 | 11 مارس 2015  | 157     | 2.46                     |
| 3      | 16      | 16      | 21 يناير 2016  | 19 مايو 2016  | 165     | 1.94                     |
| 4      | 13      | 13      | 1 فبراير 2017  | 24 مايو 2017  | 158     | 1.47                     |
| 5      | 13      | 13      | 24 أبريل 2018  | 7 أغسطس 2018  | 182     | 1.61                     |
| 6      | 13      | 13      | 30 أبريل 2019  | 6 أغسطس 2019  | 165     | 1.30                     |
| 7      | 16      | 16      | 20 مايو 2020   | ( )           | سيُعلن   | سيُعلن                    |

## البث والاستقبال
حصل نتفليكس على حقوق البث الحصرية في كندا. في المملكة المتحدة وأيرلندا بث المسلسل على قناة E4 في 7 يوليو، 2014. شاهد الحلقة الأولى ما يقارب 1.39 مليون مشاهد، والموسم الثاني عرض في 6 يناير، 2015 وحصل على 1,118 مليون مشاهدة، والمسلسل الثالث في 17 فبراير. في نيوزلندا بث المسلسل على قناة TVNZ للمشاهدة حسب الطلب في 21 مارس 2014. في أستراليا بث المسلسل على قناة Fox8 في 4 سبتمبر 2014. وبث الموسم الثاني في 8 يناير 2015.

### الاستقبال
ما يقارب 2.7 مليون أمريكي شاهدوا الحلقة الأولى من المسلسل. حصل المسلسل على تصنيف 72% «فريش» من موقع «روتن توماتوس» كما حصل على درجة 63 من 100 من موقع «ميتا كرتك»

### التقييم
| الموسم | وقت العرض           | عدد الحلقات | الحلقة الاولى  | الحلقة الاولى         | الحلقة الاخيرة | الحلقة الاخيرة        | موسم    | المرتبة    | عدد المشاهدين (مليون) | 18–49 تصنيف (معدل) |
| الموسم | وقت العرض           | عدد الحلقات | تاريخ العرض    | عدد المشاهدين (مليون) | تاريخ العرض    | عدد المشاهدين (مليون) | موسم    | المرتبة    | عدد المشاهدين (مليون) | 18–49 تصنيف (معدل) |
| ------ | ------------------- | ----------- | -------------- | --------------------- | -------------- | --------------------- | ------- | ---------- | --------------------- | ------------------ |
| 1      | الاربعاء 9:00 مساءاً | 13          | 19 مارس 2014   | 2.73                  | 11 يونيو 2014  | 1.68                  | 2013–14 | 150        | 2.59                  | 1.1/3              |
| 2      | الاربعاء 9:00 مساءاً | 16          | 22 أكتوبر 2014 | 1.54                  | 11 مارس 2015   | 1.34                  | 2014–15 | 157        | 2.46                  | 0.9/3              |
| 3      | الخميس 9:00 مساءاً   | 16          | 21 يناير، 2016 | 1.88                  | يعلن لاحقاً     | يعلن لاحقاً            | 16-2015 | يعلن لاحقاً | يعلن لاحقاً            | يعلن لاحقاً         |

## الإصدار المنزلي
| الاسم                | تاريخ العرض     | تاريخ العرض     | تاريخ العرض     | تاريخ العرض        | تاريخ العرض        | عدد الحلقات |
| الاسم                | قرص مدمج (DVD)  | قرص مدمج (DVD)  | قرص مدمج (DVD)  | قرص مدمج (Blu-ray) | قرص مدمج (Blu-ray) | عدد الحلقات |
| الاسم                | منطقة 1         | المنطقة 2       | المنطقة 4       | المنطقة A          | المنطقة B          | عدد الحلقات |
| -------------------- | --------------- | --------------- | --------------- | ------------------ | ------------------ | ----------- |
| الموسم الأول الكامل  | 23 سبتمبر، 2014 | 29 سبتمبر، 2014 | 3 ديسمبر، 2014  | 23 ديسمبر، 2014    | 3 ديسمبر، 2014     | 13          |
| الموسم الثاني الكامل | 13 أكتوبر، 2015 | 12 أكتوبر، 2015 | 14 أكتوبر، 2015 | 13 أكتوبر، 2015    | 14 أكتوبر، 2015    | 16          |

## وصلات خارجية
- الموقع الرسمي
- المئة على موقع IMDb (الإنجليزية)
- المئة على موقع ميتاكريتيك (الإنجليزية)
- المئة على موقع روتن توميتوز (الإنجليزية)
- المئة على موقع قاعدة بيانات الأفلام العربية
- المئة على موقع أول موفي (الإنجليزية)
- المئة على موقع فيلمافينيتي (الإسبانية)
- المئة على موقع كينوبويسك (الروسية)
- المئة على موقع ألو سيني (الفرنسية)
- المئة على موقع قاعدة بيانات الفيلم (الإنجليزية)